# Constantine (Michigan)
Constantine é uma vila localizada no estado americano de Michigan, no Condado de St. Joseph.

## Demografia
Segundo o censo americano de 2000, a sua população era de 2095 habitantes.
Em 2006, foi estimada uma população de 2140, um aumento de 45 (2.1%).

## Geografia
De acordo com o United States Census Bureau tem uma área de
4,5 km², dos quais 4,2 km² cobertos por terra e 0,3 km² cobertos por água. Constantine localiza-se a aproximadamente 249 m acima do nível do mar.

## Localidades na vizinhança
O diagrama seguinte representa as localidades num raio de 20 km ao redor de Constantine.